# Bryon Russell
Bryon Demetrise Russell (* 31. Dezember 1970 in San Bernardino, Kalifornien) ist ein ehemaliger US-amerikanischer Basketballspieler. Russell spielte zwischen 1993 und 2006 in der NBA.

## NBA
Beim NBA-Draft 1993 wurde er in der zweiten Draftrunde von den Utah Jazz verpflichtet. Russell spielte insgesamt 9 Jahre, an der Seite von Karl Malone und John Stockton, für die Jazz und erreichte mit diesen 1997 und 1998 das NBA-Finale. Als startender Small Forward erhielt Russell die Aufgabe Chicago-Bulls-Star Michael Jordan zu verteidigen. Die Jazz scheiterten jedoch beide Male an den Bulls. In Spiel 6 des 1998-Finalspiels zwischen Jazz und Bulls, wurde Russell zur tragischen Figur des Spiels, als er den spielentscheidenden Wurf Jordans, nicht abwehren konnte. Die Szene von Jordans letztem Wurf über Russell, vor seinem vorläufigen Karriereende, ging um die Welt. In der Saison 1999–2000 hatte Russell seine statistisch beste Zeit, als er 14,1 Punkte und 5,2 Rebounds pro Spiel erzielte.
2002 verließ Russell Utah und schloss sich den Washington Wizards an. Bei den Wizards spielte er eine Saison an der Seite von Michael Jordan, der in die NBA zurückgekehrt war. Die Saison 2003–04 spielte Russell wieder an der Seite von Karl Malone bei den Los Angeles Lakers. Die Lakers erreichten das NBA-Finale verloren es jedoch gegen die Detroit Pistons. Die letzten beiden Jahre verbrachte Russell bei den Denver Nuggets, ehe er bei unterklassigen Basketballteams in der ABA und IBL seine Karriere ausklingen ließ. 2009 beendete Russell seine Profikarriere.
Sein Trikot wurde 2010 von der Long Beach State eingezogen.